# Гуньєльве

Guñelve

Гуньельве ( мап. Wünelfe / Wüṉyelfe), іноді відомий як Зірка Арауко, є символом з іконографії мапуче, який можна описати як октаграму (або зірку з вісьмома точками) у сальтирі .
Він символізує планету Венеру, але також помилково вважалося, що символізує дерево канело, яке вважається священним серед мапуче. 
Guñelve надихнув Бернардо О'Хіггінса на створення нинішнього прапора Чилі .   
Останнім часом Guñelve використовувався деякими дизайнерами в Чилі, наприклад, під час Кубка Америки 2015 року в Чилі, коли він використовувався як символ кубка. 

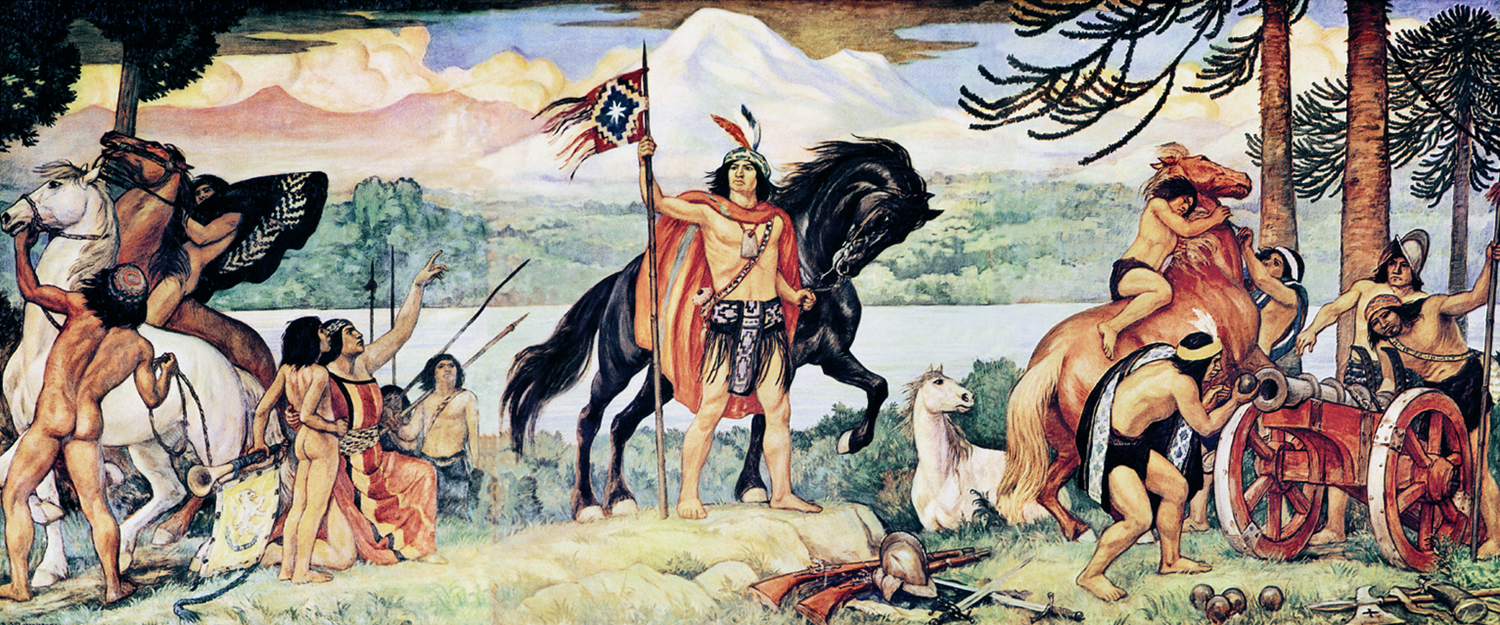
Картина El joven Lautaro з прапором Guñelve.